# 劇場版 響け!ユーフォニアム〜誓いのフィナーレ〜
『劇場版 響け！ユーフォニアム〜誓いのフィナーレ〜』（げきじょうばん ひびけユーフォニアム ちかいのフィナーレ）は、2019年4月19日に公開された日本の長編アニメーション映画。武田綾乃による小説シリーズ『響け！ユーフォニアム』の中の一編『響け！ユーフォニアム 北宇治高校吹奏楽部、波乱の第二楽章』が原作となっており、2015年より放送されているテレビアニメシリーズの完全新作劇場作品である。テレビアニメシリーズに引き続き、制作は京都アニメーション、監督は石原立也が担当している。
2016年に放送されたテレビアニメ『響け！ユーフォニアム2』の続編であり、高校2年生に進級した主人公・黄前久美子の物語が描かれる。2023年の中編映画『特別編 響け!ユーフォニアム〜アンサンブルコンテスト〜』とともに「久美子2年生編」と呼称されている。

## 沿革
2017年6月4日 - 宇治市文化センターで開催された「『響け！ユーフォニアム2』スペシャルトークイベント～1・2年生合同！宇治でお祭りフェスティバル～」にて『響け！ユーフォニアム』の完全新作映画が2作品制作中であることが発表され、2018年公開予定と予告される。
2018年6月3日 - 宇治市文化センターで開催された「『響け！ユーフォニアム』4回目だよ！宇治でお祭りフェスティバル」にて本作のタイトルが正式発表され、2019年春公開予定であると発表される。
2018年9月28日 - 本作の特報とティザービジュアルが公開され、2019年4月19日公開予定であると発表される。
2019年4月5日 - 有楽町朝日ホールにて完成披露試写会が行われる。
2019年4月19日 - 全国73スクリーンにて公開。

## あらすじ
ある夜、主人公・黄前久美子は幼馴染の塚本秀一に告白され、二人は交際を始める。
しばらく経ち、3年生が卒業した北宇治高校吹奏楽部は新入生を迎え入れることとなる。新入生が十分に集まるか不安があったが、全国大会出場の効果からかたくさんの新入生が訪れ、低音パートにも久石奏（ユーフォニアム）、鈴木美玲（チューバ）、鈴木さつき（チューバ）、月永求（コントラバス）の4名が入部する。新たな体制となった北宇治高校吹奏楽部に、新部長の優子は「全国大会金賞」の目標を掲げる。また、久美子は加部ちゃん先輩こと加部友恵とともに新入生指導係に就くこととなる。
奏、さつき、求の3人は部内で親しい人間関係を築いている一方で、美玲はあまり馴染めずにいた。そのことを心配した久美子は奏に関係を取り持つように頼むが、あまり上手くいかず、頭を悩ませていた。そんな中開かれたサンフェスの本番直前、美玲はチューバパート内で衝突してしまい、帰ろうとしてしまう。後を追いかけた久美子に美玲は、自分より下手な葉月やさつきばかりが先輩と親しげであることに不満があったと打ち明け、久美子は、みんな美玲と仲良くなりたいと思っていると話す。久美子の説得に応じた美玲は部に戻り、無事にサンフェスでの演奏を成功させる。
サンフェスが終わると、滝より課題曲が「マーチ・スカイブルー・ドリーム」、自由曲が「リズと青い鳥」であると発表され、本格的にコンクールの練習が始まる。久美子は友恵と話す中で、高校から楽器を始めた部員は、それ以前から楽器を始めていた者との技術の差でもがいていることを知る。
県祭りで久美子は秀一とデートをするが、祭りの終わり、キスを迫ってきた秀一を久美子は突き飛ばし、逃げ出してしまう。走っている最中トランペットの音が聞こえ、去年と同じように大吉山に麗奈がいることに気づいた久美子は、山を登り麗奈のもとを訪ねる。将来の話をするなかで麗奈は、いつか久美子と離れてしまう不安を抱えていることを打ち明ける。
数日後、友恵は部員たちに、自身は奏者をやめ、マネージャーとなることを伝える。その後久美子と二人きりになった友恵は、顎関節症を患ってしまったのがトランペットを辞める理由であると明かす。
オーディション当日、奏がわざと下手に吹いている事に気づいた久美子と夏紀はオーディションを中断させ、夏紀は、手を抜いて譲られるくらいならオーディションを受けないと宣言する。しかし奏は中学の頃、先輩を差し置いてコンクールに出場してしまい、さらに結果が振るわなかったことで周囲との関係が悪化した経験があった。その経験から夏紀にコンクールに出てほしいと考えていたが、久美子は必死で頑張ることの意味を伝え、奏は全力でオーディションに臨む決心をする。そして、オーディションの結果は夏紀、久美子、奏の3人共に合格であった。
コンクールの練習が本格化するにつれ、久美子は部活と恋愛の両立に悩むようになる。そして合宿の夜、久美子は部活に集中するため、引退するまで交際を絶ちたいと秀一に話す。秀一も同じことを考えており、久美子の申し出を受け入れる。
関西大会当日、会場にはあすかを始めとしたOGたちが訪れていた。彼女らの応援も受けながら舞台に立ち、見事金賞を受賞するが、惜しくも全国大会に進むことはできなかった。帰りのバスの中、奏は今まで頑張ってきたのが馬鹿みたいだとこぼすが、久美子に悔しいかと尋ねられると「悔しいです、悔しくて死にそうです！」と涙を流しながら叫んだ。
そして3年生が引退し、久美子は新部長に就任する。

## キャスト
出典 - 
- 黄前久美子 - 黒沢ともよ
- 加藤 葉月 - 朝井彩加
- 川島緑輝 - 豊田萌絵
- 高坂麗奈 - 安済知佳
- 塚本秀一 - 石谷春貴
- 中川夏紀 - 藤村鼓乃美
- 吉川優子 - 山岡ゆり
- 後藤卓也 - 津田健次郎
- 長瀬梨子 - 小堀幸
- 久石奏 - 雨宮天
- 鈴木美玲 - 七瀬彩夏
- 鈴木さつき - 久野美咲
- 月永求 - 土屋神葉
- 田中あすか - 寿美菜子
- 滝昇 - 櫻井孝宏

## スタッフ
出典 - 
- 原作 - 武田綾乃（宝島社文庫『響け！ ユーフォニアム 北宇治高校吹奏楽部、波乱の第二楽章』）
- 監督 - 石原立也
- 脚本 - 花田十輝
- キャラクターデザイン - 池田晶子
- 総作画監督 - 池田晶子、西屋太志
- 絵コンテ - 石原立也
- 演出 - 山田尚子（チーフ）、北之原孝將、武本康弘、小川太一、澤真平、太田稔
- 美術監督 - 篠原睦雄
- 色彩設計 - 竹田明代
- 楽器設定・楽器作画監督 - 高橋博行
- 撮影監督 - 髙尾一也
- 3D監督 - 鵜ノ口穣二
- 音響監督 - 鶴岡陽太
- 音楽 - 松田彬人
- 音楽制作 - ランティス、ハートカンパニー
- 音楽制作協力 - 洗足学園音楽大学
- 音楽監修 - 大和田雅洋
- 演奏協力 - フレッシュマン・ウインド・オーケストラ
- 配給 - 松竹
- アニメーション制作 - 京都アニメーション
- 製作 - 『響け！』製作委員会[注 1]

## 製作

### 企画
本作および、本シリーズのスピンオフ映画『リズと青い鳥』はどちらも『北宇治高校吹奏楽部、波乱の第二楽章』を原作としている。1冊の原作から2作品制作することになった経緯について、『リズと青い鳥』の監督の山田尚子は以下のように語っている。
『リズと青い鳥』の映画の制作が決まったことによって、本作は久美子が直接関わるストーリーを中心とした構成となった。しかし、新1年生の小日向夢や、パーカッションパートの釜屋つばめのエピソードは完全にカットされている。

### 演出・脚本
本作の監督はテレビアニメシリーズに引き続き石原立也が担当した。『リズと青い鳥』は山田の色が強く出る演出となっていたため、石原は今までのシリーズを踏襲した雰囲気の作品にすることを意識し、本作の演出を行った。また、麗奈やあすかとの出会いを通じて、自身のアイデンティティを確立しつつある久美子を描きたかったとも語っている。
本作の久美子を描くうえで石原は、女の子が可愛く見えるのは好きな男の子の前にいる時だと考えたことから、秀一との関わるときの可愛さを意識して描いたと語っている。そのため、久美子の秀一との関わり方や、なぜ久美子が秀一に惚れたのかを意識し、演出を行ったという。
本作で初登場する奏を描くうえで石原は「観ている人が、その考え方に賛同できるかどうかは別として、『気持ちは分からなくもないな』と思ってもらえるくらいには理解してもらえるようにしたいと思っていました」と語っている。オーディションにて久美子と奏が本音をぶつけ合うシーンは原作から大きく改変されており、自身の気持ちを乗せ、勢いで絵コンテを書いたという。
ラストシーンの奏のセリフ「悔しくて、死にそうです」は、原作では麗奈のセリフであった。この改変は脚本を務めた花田十輝のアイデアであり、奏の成長を暗示し、コンクールには負けたが勝負には勝ったということを表現している。

### キャスティング・演技
主人公・黄前久美子を演じた黒沢ともよは、久美子が新部長となることに納得できる演技をすることを課題としていたという。
本作より登場する新1年生・久石奏は雨宮天が演じた。雨宮は当時『一週間フレンズ。』にて大人しいヒロインの藤宮香織を演じており、石原は直感的に奏に適任だと感じたという。奏を演じる際、雨宮は「『あきらめの気持ち』をつねに持っていること」を意識したという。

## 主題歌
「Blast!」
TRUEによる主題歌。作詞は唐沢美帆、作曲・編曲は加藤裕介。
TRUEはこの楽曲を「久美子とユーフォニアムの関係を歌った曲」と語っており、久美子と楽器の関係を男女の関係になぞらえたものになっている。
作曲・編曲を務めた加藤は第1期主題歌「DREAM SOLISTER」以来の参加である。加藤とTRUEのタッグはテレビシリーズ第2期の主題歌制作の際にも計画されたが、苦戦した末に断念したという経緯があった。その時の紆余曲折や、当時から5年を経て積んだ経験を踏まえ、改めて本作の主題歌を作曲することが決まった。TRUEは加藤に「元気がいいだけではなく、苦悩や迷いを乗り越えた末の強さを表現できる楽曲」とオーダーしたといい、苦悩や迷いという要素は第2期での紆余曲折があってこそだと語っている。

## 封切り

### 日本国内
2019年4月19日より全国73スクリーンで公開された。公開3日間の週末映画動員ランキング（興行通信社調べ）では5位を獲得し、Filmarksが算出した「4月第4週公開映画の初日満足度ランキング」では1位を獲得、ぴあが調査した19日、20日公開の映画初日満足度ランキングでも1位を獲得した。

### 日本国外
アメリカ合衆国
2019年7月11日に字幕版が、7月15日に吹替版が公開された。配給はイレブンアーツが担当。最終的に本作は全米で90,341ドルを売り上げた。
カナダ
2019年7月16日に吹替版が、7月18日に字幕版が公開された。配給はイレブンアーツが担当。
香港
2019年9月19日に字幕版が公開された。配給はNeofilmsが担当。

## 評価

### 売上
本作の限定版Blu-rayの初週売上は15974枚を記録し、週間Blu-rayランキング（ORICON調べ）では4位を獲得した。

### 批評

#### 日本国内
映画ライターの増當竜也はキネマ旬報で連載している国産アニメーション映画レビュー・コーナー「戯画日誌」にて、「〔前略〕いささかの揺るぎもなく、高校吹奏楽部2年生という、上級生と下級生の狭間に立つ側の繊細な心理が見事に奏でられている。」と述べ、石原の監督としての手腕と、京都アニメーションの繊細な作画・演出を高く評価している。
映画監督の松江哲明はリアルサウンドで連載しているコラム「松江哲明の“いま語りたい”一本」にて、テレビシリーズは未見であると断ったうえで、「物語もテーマも伝わりましたし、いい青春映画を観たなぁ、という気持ちになれました。」と語っている。松江は本作の特徴を「箱庭的ですべてが肯定される世界」だと語り、一般的な映画でよく描かれる明確な目標や主人公に対するライバルを排し、恋愛的な要素を主軸に置かないことで、かけがえのない青春の時間すべてを肯定するという制作陣の意思が感じられ、ドラマではなく空気感で描かれていると述べている。また、本作では魚眼レンズやレンズフレアが重要なシーンで効果的に使われており、実写では不可能な映像を作る湯浅政明監督作品とは対照的に、実写映画を強く意識した「映画らしい映画」であると述べている。

#### 日本国外
| 総合 | ストーリー | アニメーション | 美術 | 音楽 |
| ---- | ---------- | -------------- | ---- | ---- |
| B+   | B          | B+             | B+   | A+   |

日本のサブカルチャー専門のウェブライターで、翻訳家でもあるKim Morrissyは、Anime News Networkに寄せたレビューにて、後輩を持つことで久美子が感じたプレッシャーや、秀一との関係で抱えた葛藤は説得力があると評価する一方で、1年生のストーリーはテレビシリーズで描いたことの繰り返しであることや、カタルシスを感じる瞬間にテレビシリーズの回想が延々と続く点は明確な欠点であると述べている。Kimは、本作も前作までと同じようにテレビシリーズで制作すれば、1年生をはじめとした新しいキャラクターをより効果的に描けたであろうと語っており、以上のようにいくつかの欠点がありながらも、最高のティーン向け青春アニメであり続けていると評している。
アメリカの週刊誌であるオースティン・クロニクルのカルチャー部初代編集長のRichard Whittakerは、同誌に掲載したレビューにて星3つを与え、唯一の大人である滝を含め、登場人物全員が真剣で、単純であることが本作の美点であるとし、10代にとっては些細なことも重要であるということがよく表現できていると評している。
アメリカの日刊紙であるロサンゼルス・タイムズのライターCharles Solomonは同誌に掲載したレビューにて、本作の多すぎる登場人物を欠点として挙げ、秀一をはじめとした久美子の友人の多くについて視聴者は知ることができず、水増しのように長い演奏シーンではなく部員たちのエピソードに時間を割くべきだったと批判している。

## Blu-ray / DVD
2020年2月26日に「石原監督厳選の名場面コンテ集付数量限定版Blu-ray」「通常版Blu-ray」「通常版DVD」の3形態で発売された。発売元は京都アニメーション・『響け！』製作委員会、販売元はポニーキャニオン。映像特典として各種PVが、音声特典としてDTS Headphone:Xが収録された。
日本国外では、2020年6月2日に英語版のBlu-rayとDVDがShout! Factoryより発売された。

## サウンドトラック
『The Endless Melody』は松田彬人による本作のサウンドトラック。2019年5月22日、バンダイナムコアーツより発売。本作の劇中音楽のほか、主題歌「Blast!」の吹奏楽アレンジ版が収録された。週間アルバムランキング（ORICON調べ）では22位を獲得した。

### 収録曲
| 出典      |                                                                     |           |                        |                  |       |
| #         | タイトル                                                            | 作詞      | 作曲                   | 編曲             | 時間  |
| 1.        | 「これが私の生きる道」                                              |           | 奥田民生               |                  | 02:00 |
| 2.        | 「響け！ユーフォニアム（久美子Solo Ver.）」                         |           | 遠藤正和（松田彬人）   |                  | 01:50 |
| 3.        | 「新しい顔を迎えて」                                                |           | 松田彬人               | 松田彬人         | 02:52 |
| 4.        | 「決意を新たに」                                                    |           | 松田彬人               | 松田彬人         | 01:35 |
| 5.        | 「そこはかとない不安」                                              |           | 松田彬人               | 松田彬人         | 01:18 |
| 6.        | 「気にかかる二人」                                                  |           | 松田彬人               | 松田彬人         | 01:23 |
| 7.        | 「選ばないという選択」                                              |           | 松田彬人               | 松田彬人         | 01:44 |
| 8.        | 「Bolero」                                                          |           | モーリス・ラヴェル     | ジェイ・ボコック | 04:42 |
| 9.        | 「Samba de Loves You (Short Ver.)」                                 |           | 数原晋                 |                  | 02:06 |
| 10.       | 「愉快なチューバ（葉月 Ver.）」                                     |           | 松田彬人               |                  | 00:25 |
| 11.       | 「綴られた想い」                                                    |           | 松田彬人               | 松田彬人         | 01:22 |
| 12.       | 「接近する心と顔」                                                  |           | 松田彬人               | 松田彬人         | 02:17 |
| 13.       | 「孤高のトランペット（夜空に向けて Ver.）」                         |           | 松田彬人               | 松田彬人         | 00:30 |
| 14.       | 「リズと青い鳥 第3楽章からトランペットソロ（久美子のために Ver.）」 |           | 卯田百合子（松田彬人） |                  | 01:54 |
| 15.       | 「おだやかに楽器を置くとき」                                        |           | 松田彬人               | 松田彬人         | 01:32 |
| 16.       | 「もし結果が出ていなかったら」                                      |           | 松田彬人               | 松田彬人         | 02:19 |
| 17.       | 「雨の中、胸に刺さるとげ」                                          |           | 松田彬人               | 松田彬人         | 02:25 |
| 18.       | 「がんばるってなんですか？」                                        |           | 松田彬人               | 松田彬人         | 04:25 |
| 19.       | 「ハッピーアイスクリーム」                                          |           | 松田彬人               | 松田彬人         | 00:50 |
| 20.       | 「その日は来た」                                                    |           | 松田彬人               | 松田彬人         | 02:10 |
| 21.       | 「リズと青い鳥（コンクール用編集 Ver.）」                           |           | 卯田百合子             |                  | 08:44 |
| 22.       | 「そして、次の曲が始まる」                                          |           | 松田彬人               | 松田彬人         | 04:43 |
| 合計時間: | 合計時間:                                                           | 合計時間: | 合計時間:              | 53:06            |       |

| 出典      |                                              |           |                                |           |       |
| #         | タイトル                                     | 作詞      | 作曲                           | 編曲      | 時間  |
| 1.        | 「ラジオ体操第一」                           |           | 服部正                         |           | 03:09 |
| 2.        | 「これが私の生きる道（Full-大編成 Ver.）」   |           | 奥田民生                       |           | 03:38 |
| 3.        | 「これが私の生きる道（Short-大編成 Ver.）」  |           | 奥田民生                       |           | 02:01 |
| 4.        | 「主よ、人の望みの喜びよ（Clarinets Ver.）」 |           | ヨハン・ゼバスティアン・バッハ |           | 03:29 |
| 5.        | 「Samba de Loves You (Full Ver.)」           |           | 数原晋                         |           | 03:54 |
| 6.        | 「歌劇「トゥーランドット」より」             |           | ジャコモ・プッチーニ           | 後藤洋    |       |
| 7.        | 「マーチ・スカイブルー・ドリーム」           |           | 矢藤学                         | 矢藤学    | 03:11 |
| 8.        | 「Blast! (TRUE & Wind Orchestra Ver.)」      | 唐沢美帆  | 加藤裕介                       | 松田彬人  | 05:10 |
| 合計時間: | 合計時間:                                    | 合計時間: | 合計時間:                      | 合計時間: | 24:32 |

## 放送
| 回数 | 放送日時                           | 放送局             | 放送枠         | 視聴率（ビデオリサーチ） | 備考             |
| ---- | ---------------------------------- | ------------------ | -------------- | ------------------------ | ---------------- |
| 1    | 2020年07月31日 21時00分 - 22時45分 | WOWOWシネマ        |                |                          | テレビ初放送     |
| 2    | 2020年12月11日 13時45分 - 15時30分 | WOWOWシネマ        |                |                          | [ 34 ]           |
| 3    | 2021年03月14日 19時00分 - 21時00分 | AT-X               |                |                          | [ 35 ]           |
| 4    | 2021年12月18日 02時35分 - 04時20分 | AT-X               |                |                          | リピート放送あり |
| 5    | 2022年07月10日 20時00分 - 21時56分 | BS12               | 日曜アニメ劇場 |                          | [ 37 ]           |
| 6    | 2022年12月04日 19時00分 - 21時00分 | BS12               | 日曜アニメ劇場 |                          | [ 38 ]           |
| 7    | 2024年01月03日 11時05分 - 12時45分 | NHK Eテレ          |                |                          | 地上波初放送     |
| 8    | 2024年04月07日 01時01分 - 02時41分 | NHK Eテレ          |                |                          | [ 40 ]           |
| 9    | 2025年02月24日 13時30分 - 15時15分 | キッズステーション |                |                          | リピート放送あり |

## イベント

### 舞台挨拶
2019年4月20日から6月2日まで、キャスト・スタッフによる舞台挨拶が行われた。実施日、出演者、実施劇場は以下の通り。
| 日時          | 場所                       | 出演者                                                                                    | 備考                 | 出典   |
| ------------- | -------------------------- | ----------------------------------------------------------------------------------------- | -------------------- | ------ |
| 2019年 4月5日 | 有楽町朝日ホール           | 黒沢ともよ 朝井彩加 豊田萌絵 安済知佳 石谷春貴 雨宮天 七瀬彩夏 久野美咲 土屋神葉 石原立也 | 完成披露上映会       | [ 5 ]  |
| 4月20日       | 新宿ピカデリー             | 黒沢ともよ 朝井彩加 豊田萌絵 安済知佳 石谷春貴 雨宮天 藤村鼓乃美 山岡ゆり 石原立也        | 舞台挨拶ツアー       | [ 42 ] |
| 4月20日       | チネチッタ                 | 黒沢ともよ 朝井彩加 豊田萌絵 安済知佳 石原立也                                            | 舞台挨拶ツアー       | [ 42 ] |
| 4月20日       | 横浜ブルク13               | 黒沢ともよ 朝井彩加 豊田萌絵 安済知佳 石原立也                                            | 舞台挨拶ツアー       | [ 42 ] |
| 4月21日       | MOVIXあまがさき            | 黒沢ともよ 朝井彩加 豊田萌絵 安済知佳 石原立也                                            | 舞台挨拶ツアー       | [ 42 ] |
| 4月21日       | なんばパークスシネマ       | 黒沢ともよ 朝井彩加 豊田萌絵 安済知佳 石原立也                                            | 舞台挨拶ツアー       | [ 42 ] |
| 4月21日       | MOVIX京都                  | 黒沢ともよ 朝井彩加 豊田萌絵 安済知佳 石原立也                                            | 舞台挨拶ツアー       | [ 42 ] |
| 4月27日       | MOVIX清水                  | 黒沢ともよ 朝井彩加 豊田萌絵 安済知佳 石原立也                                            | 舞台挨拶ツアー       | [ 42 ] |
| 4月27日       | TOHOシネマズ浜松           | 黒沢ともよ 朝井彩加 豊田萌絵 安済知佳 石原立也                                            | 舞台挨拶ツアー       | [ 42 ] |
| 4月28日       | イオンシネマ大高           | 黒沢ともよ 朝井彩加 豊田萌絵 安済知佳 石原立也                                            | 舞台挨拶ツアー       | [ 42 ] |
| 4月28日       | MOVIX三好                  | 黒沢ともよ 朝井彩加 豊田萌絵 安済知佳 石原立也                                            | 舞台挨拶ツアー       | [ 42 ] |
| 4月28日       | ミッドランドスクエアシネマ | 黒沢ともよ 朝井彩加 豊田萌絵 安済知佳 石原立也                                            | 舞台挨拶ツアー       | [ 42 ] |
| 5月4日        | 京成ローザ10               | 黒沢ともよ 朝井彩加 豊田萌絵 安済知佳 石原立也                                            | 舞台挨拶ツアー       | [ 42 ] |
| 5月4日        | TOHOシネマズららぽーと船橋 | 黒沢ともよ 朝井彩加 豊田萌絵 安済知佳 石原立也                                            | 舞台挨拶ツアー       | [ 42 ] |
| 5月4日        | MOVIX柏の葉                | 黒沢ともよ 朝井彩加 豊田萌絵 安済知佳 石原立也                                            | 舞台挨拶ツアー       | [ 42 ] |
| 5月5日        | MOVIXさいたま              | 黒沢ともよ 朝井彩加 豊田萌絵 安済知佳 石原立也                                            | 舞台挨拶ツアー       | [ 42 ] |
| 5月5日        | TOHOシネマズ上野           | 黒沢ともよ 朝井彩加 豊田萌絵 安済知佳 石原立也                                            | 舞台挨拶ツアー       | [ 42 ] |
| 5月5日        | MOVIX亀有                  | 黒沢ともよ 朝井彩加 豊田萌絵 安済知佳 石原立也                                            | 舞台挨拶ツアー       | [ 42 ] |
| 6月2日        | MOVIX京都                  | 黒沢ともよ 朝井彩加 豊田萌絵 安済知佳                                                     | 大ヒット御礼舞台挨拶 | [ 43 ] |
| 6月2日        | 丸の内ピカデリー           | 黒沢ともよ 朝井彩加 豊田萌絵 安済知佳                                                     | 大ヒット御礼舞台挨拶 | [ 43 ] |

### その他のイベント
テレビシリーズ第1期のオールナイトイベント
本作の公開を記念し、テレビシリーズ第1期全話のオールナイト上映イベントが新宿ピカデリーにて行われた。舞台挨拶には朝井彩加、安済知佳が登壇した。
AnimeJapan 2019
2019年3月23日に本作のステージイベントが開催され、黒沢ともよ、朝井彩加、豊田萌絵、安済知佳、藤村鼓乃美、山岡ゆりが登壇した。
スタッフトーク付き上映
2019年5月10日にMOVIX京都にて、石原立也、池田晶子、西屋太志によるスタッフトーク付き上映が行われた。

## タイアップ
京阪電車
『リズと青い鳥』に引き続きコラボ企画が行われた。石山坂本線では2018年3月24日から2019年7月31日までラッピング電車の運行が、京阪本線と宇治線では2019年4月1日から5月6日まで記念ヘッドマークの掲出が、大津線では2019年4月1日から7月31日まで本作のデザインがあしらわれたフリーチケットの販売が行われた。また、4月11日にはMOVIX京都にてコラボ試写会が、4月20日には錦織車庫にてラッピング電車の撮影会と鉄道備品販売会が行われた。
ヤマハ
2019年3月1日から6月30日まで「Yamaha My楽器応援キャンペーン」とタイアップし、期間内に対象商品を購入した応募者に抽選で本作のグッズやヤマハの商品が当たるキャンペーンが行われた。
Tカード
2019年3月25日より本作の描き下ろしイラストを使用したTカードが全国のTSUTAYAと旭屋書店にて販売された。
京都府赤十字血液センター
2019年4月19日から5月31日まで本作とのタイアップ企画が行われ、京都府内で献血を行った希望者にオリジナルクリアファイルが配布された。